# Doe Maar

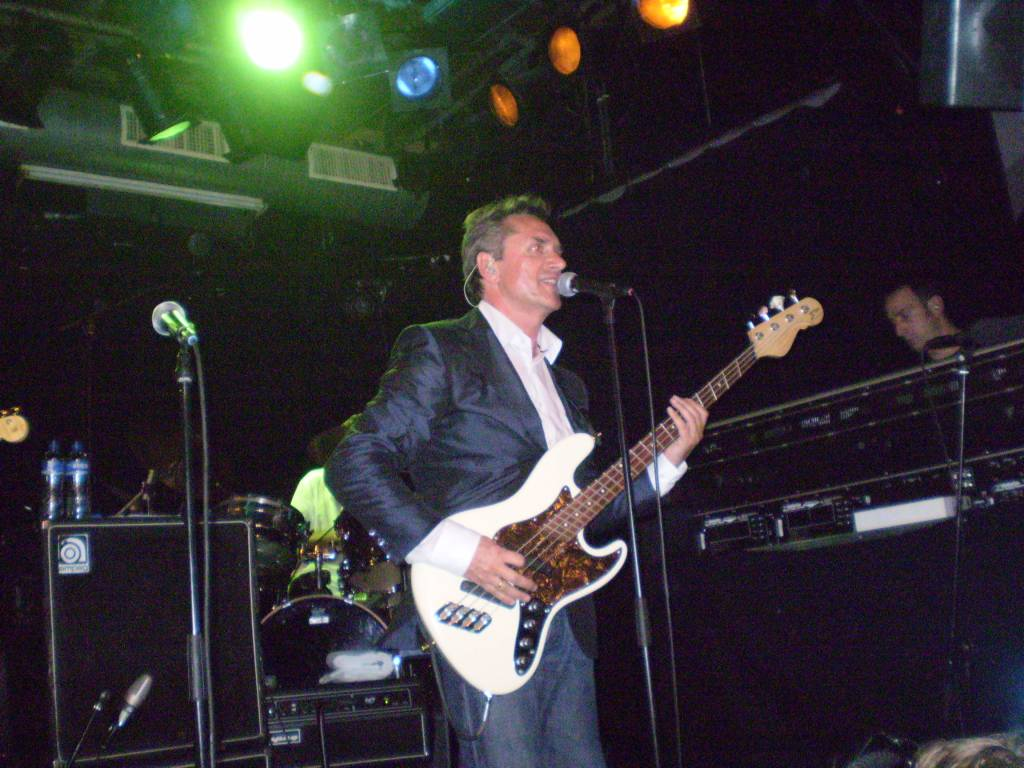
Henny Vrienten

Doe Maar (von 1978 bis 1984 und von 1999 bis 2000 sowie von 2008 bis heute) sind eine niederländische Popgruppe, die auf Niederländisch singt und Elemente von Ska, Punk sowie Reggae zum Nederpop kombiniert.
Doe Maars vier Studioalben seit Skunk erreichten alle die Nummer-1-Platzierung in den niederländischen Albumcharts, und im Laufe der Jahre kamen sieben verschiedene Kompilationen in die Hitlisten. Damit ist Doe Maar kommerziell die erfolgreichste niederländischsprachige Gruppe. Doe maar bedeutet auf Niederländisch in etwa mach nur oder mach doch einfach.

## Bandmitglieder

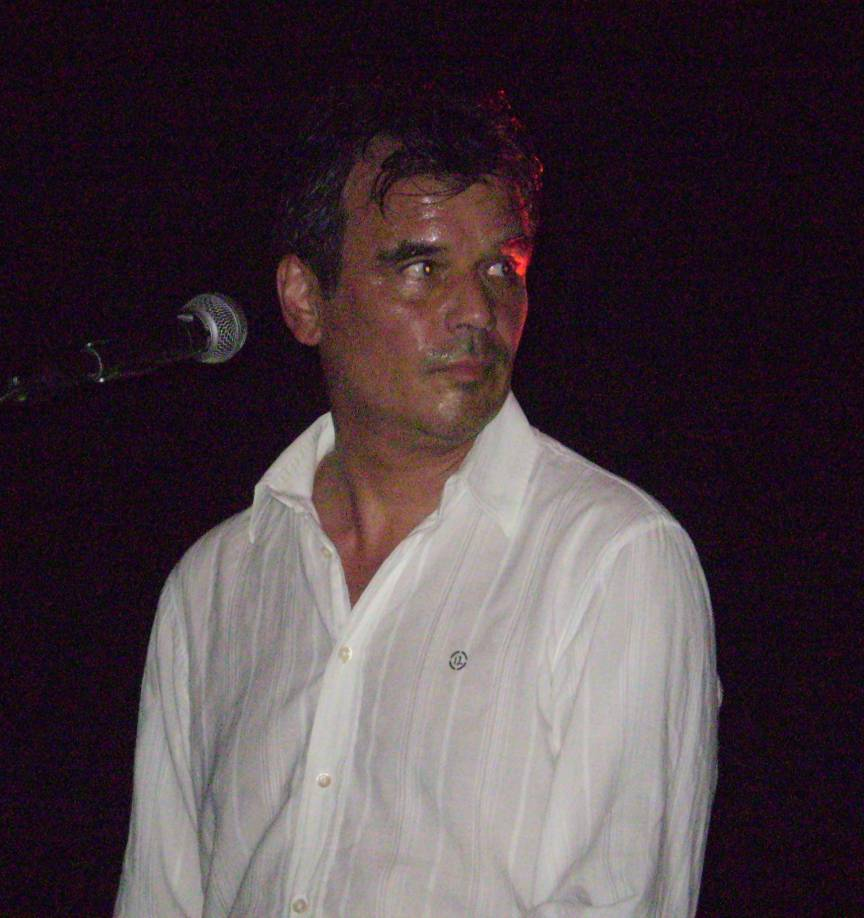
Ernst Jansz

Die bekannteste Doe-Maar-Formation bestand aus Henny Vrienten (1948–2022): Gesang und Bassgitarre; Ernst Jansz (1948): Gesang und Tasteninstrumente; Jan Hendriks (1949): Gitarre und Gesang; Jan Pijnenburg (1955): Schlagzeug und Gesang. Dies ist die Gruppe, die auf den Postern und in den Popzeitschriften abgebildet war, obwohl der Drummer Jan Pijnenburg nur auf den Live-Platten der 1980er-Jahre und auf dem Album zur Reunion im Jahr 2000 mitspielte.
Zur ersten Besetzung ab Juni 1978 gehörten Ernst Jansz, Jan Hendriks, Carel Copier am Schlagzeug und Piet Dekker mit Gesang und Bass. Joost Belinfante (ehemals bei CCC Inc. und der Slumberlandband) spielte zwischen Februar und August 1980 zeitweise die Bassgitarre, bis er durch Henny Vrienten ersetzt wurde. Bei den Aufnahmen zum Album Doris Day en Andere Stukken im November und Dezember 1981 wurde Carel Copier gegen René van Collem ausgetauscht, den Sohn des verstorbenen Filmkritikers Simon van Collem. Mitte Mai 1982 trennte sich die Band von ihm, unter anderem wegen seiner Heroinsucht zugunsten von Jan Pijnenburg (vorher bei Sweet D'Buster, Fontessa, Lucifer, Long Tall Ernie & The Shakers und Hollander). Jedoch fiel Pijnenburg schon nach dem ersten Auftritt wegen eines Autounfalles bis Januar 1983 als Schlagzeuger aus, weshalb Van Collem wieder zurückgeholt wurde. Die Besetzung Vrienten-Jansz-Hendriks-Pijnenburg blieb bis zum Abschiedskonzert am 14. April 1984 bestehen und bei allen späteren gemeinsamen Wiederauftritten.

## Geschichte

### Gründung

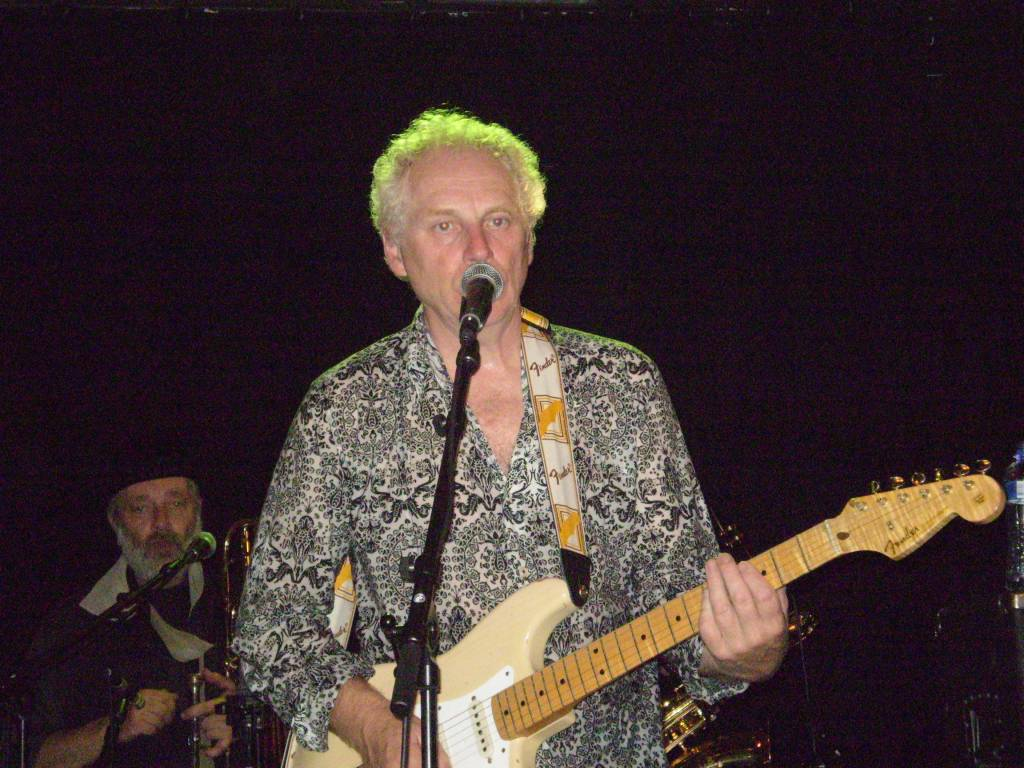
Jan Hendriks

Anlass der Gründung von Doe Maar 1978 war das Festival of Fools. Ernst Jansz wurde angefragt, ob er eine Band zusammenstellen könne, und probierte zusammen mit Piet Dekker (beide Ex-Slumberlandband und The Rumbones) Popmusik mit niederländischen Texten aus. Gitarrist Jan Hendriks und Drummer Carel Copier wurden aus der Band Steam abgeworben. Von April bis einschließlich Juni 1978 wurde die Gruppe erweitert um die Clowns Mart de Corte und Jan Bogaerts (später bekannt geworden als Fotograf), den Sänger Wim van Oevelen (der spätere Tourmanager von Doe Maar) sowie die Sängerinnen Anouk Strijbosch und Truus de Groot (später Nasmak). Nach einem Beitrag zur LP Uitholling Overdwars im April 1979 mit dem Titel Blozen kam durch Manager Frank van der Meijden ein Plattenvertrag mit Telstar zustande, dem Label von Schlagerkönig Johnny Hoes. Ende 1979 resultierte daraus die erste LP Doe Maar. Die Single Ik zou het willen doen kam im Februar 1980 in die Tipparade.

### Henny Vrienten kommt hinzu
Wegen Problemen in der Zusammenarbeit zwischen Ernst Jansz und Piet Dekker beschloss die Gruppe aufzuhören. Um aber die letzten vertraglichen Pflichten erfüllen zu können, suchten sie noch nach einem Bassgitarristen. Jansz trat an den professionellen Bassisten, Gitarristen und Komponisten Henny Vrienten heran, mit dem er schon einige Male zusammengespielt hatte: zunächst 1975 auf dem Album Waar ik woon en wie ik ben von Boudewijn de Groot und in dessen Begleitband bei der entsprechenden Tournee. Anschließend formierten Jansz und Vrienten (damals noch an der Gitarre) 1977 die Reggaeband The Rumbones mit dem Bassisten Piet Dekker und Schlagzeuger Johnny Lodewijks. Auf dem Album Van een afstand von Boudewijn de Groot aus dem Jahr 1980 spielten unter anderen auch Vrienten, Jansz, Hendriks und Copier mit.
Anfangs sträubte sich Vrienten gegen die Mitarbeit bei Doe Maar, da er befürchtete, dass seine eigene Karriere darunter leiden könne. Vrienten lenkte dann doch ein, weil Doe Maar eine Band zu sein schien, wo der Spaß eine wichtige Rolle spielte. Mit ihm und Ernst Jansz verfügte die Band plötzlich über zwei begnadete Songschreiber, die einander positiv beeinflussten. Die Band beschloss, die Partynummern aus ihrem Repertoire zu nehmen und nur noch Ska und Reggae zu spielen. Sogleich steuerte Vrienten drei Titel zum neuen Album bei, mit dem die Gruppe in dem Moment beschäftigt war.

### Aus Versehen im Radio – der Durchbruch
Die Plattenvertriebsgesellschaft war von dem Qualitätssprung nicht beeindruckt und schob das Erscheinen des Albums Skunk hinaus, zunächst bis zum Ende der Weihnachtssaison und wartete dann auch noch Karneval ab. Die Vertriebsgesellschaft war der Meinung, dass das Werk der Gruppe sonst als Ladenhüter zwischen den Alben der bekannteren Namen stehen bleiben würde.
Dennoch begann schon eine Werbekampagne für das Album, Radiosender erhielten Vorabausgaben der Singleauskopplung. Aufgrund eines Versehens hatten die Radiomoderatoren keine Ahnung von der Tatsache, dass diese Platte noch nicht erhältlich war. Sie spielten die Single und das Album wurde zur LP des Tages ausgerufen. Hörer waren sogleich von dem Titel 32 jaar angetan. Da es scheinbar Mühe bereitete, den ursprünglichen Titel Sinds 1 dag of 2 zu behalten, gab der seinerzeit tonangebende DJ Frits Spits dem Lied den heutigen Titel.
Der definitive Durchbruch erfolgte 1982 mit der Single Doris Day und dem melancholischen Reggae-Album Doris Day En Andere Stukken. Von dem Album mischte Henny Vrienten eine Dubversion (Doe De Dub Discodubversie) und 12″-Versionen von den Titeln Is Dit Alles sowie Situatie.
Im Mai 1982 erhielten Doe Maar die Zilveren Harp, den prestigeträchtigen Motivierungspreis der Stiftung Stichting Conamus für neue Talente. Jansz, Hendriks, van Collem und Belinfante traten zudem zehnmal mit Bram Vermeulen unter dem Namen De Gevestigde Orde auf. Am 31. Mai 1982 eröffneten Doe Maar das Musikfestival Pinkpop. Ein Jahr später am 23. Mai 1983, trat die Band dort wieder auf. Oktober gab es einen Fernsehauftritt in Veronica's Popnacht zusammen mit Normaal, Golden Earring und Vitesse.

### Höhepunkt der Popularität
Als im November 1982 die Single De Bom erschien (5 Wochen auf Platz 1: vom 4. Dezember 1982 bis 8. Januar 1983) waren Doe Maar inzwischen zu einer so genannten Supergruppe mutiert, mit entsprechender Aufmerksamkeit seitens der Medien und dem dazugehörenden Merchandising. Es kam zu hysterischen Zuständen rund um die Gruppe. Die Gesichter der Bandmitglieder waren nicht mehr von den Zeitschriftentiteln wegzudenken, das Merchandising verlief nicht gerade schleppend und auch die älteren Werke der Gruppe gingen wie warme Brötchen über den Ladentisch. Doe Maar wurde die populärste Band, die der Nederpop jemals gekannt hat. Binnen weniger Monate sah das halbe Land phosphorgrün und bonbonrosa aus.
In Belgien war die Band weniger bekannt, daher traten Doe Maar dort im Januar 1983 dreimal auf.
In den Niederlanden hielt das Album Skunk im Januar 1983 die Nummer-1-Position in den Album-Hitlisten, beinahe zwei Jahre nach dem Erscheinen. Das Album 4us (im Niederländischen ausgesprochen wie das englische Virus) erschien im März 1983 als LP, MC und – als erste niederländischsprachige Platte – auch als CD. Schon im Vorverkauf erreichte das Werk Platin und die Nummer-1-Position, sowie auch die Single Pa, die als erste Single direkt von 0 auf Platz 1 in die Nationale Hitparade einstieg. In dieser Periode erschienen vor allem die Bandmitglieder Jansz en Vrienten andauernd in der (Klatsch-)Presse, daher kündigte man am 30. März einen Veröffentlichungsstopp an.
Am 16. und 17. Mai 1983 waren Doe Maar an einem Benefizprojekt zu Gunsten von Amnesty International beteiligt, betitelt Een Gebaar. Während der zwei Gala-Abende im Carré Amsterdam spielten Doe Maar bei drei Titeln die musikalische Begleitung von Adèle Bloemendaal, Freek de Jonge und Van Kooten en De Bie. Henny Vrienten begleitete an diesen Abenden André Hazes auf der Gitarre.
Eine Woche später waren Doe Maar der Hauptakt beim Pinkpop. Dieser Auftritt in Geleen sollte ihr Höhepunkt werden, aber daraus wurde nichts. Während des stundenlangen Schlussauftritts wurde die Band beworfen, Henny Vrienten wurde dabei von einem Apfel schwer am Kiefer getroffen. Bei der letzten Nummer erhielten Doe Maar Beistand unter anderen von den Golden-Earring-Mitgliedern George Kooymans und Cesar Zuiderwijk.
Die Auftritte in Loosbroek, Goes, Assen, Tiel und Joure im Juni 1983 wurden für das Live-Doppelalbum Lijf Aan Lijf aufgenommen. Nachdem dieses Album im September abgemischt war, arbeitete Vrienten im Oktober und November 1983 an seinem Soloalbum Geen Ballade.

### Offizielle Auflösung
Im Dezember gab es Auftritte auf den Niederländischen Antillen, anschließend begannen Doe Maar mit den Aufnahmen für das fünfte Studioalbum. Der Titel Macho war schon als Single erschienen, als am 20. Februar 1984 beschlossen wurde, dass Doe Maar aufhören. Die Band tat sich zunehmend schwer im Umgang mit dem großen Erfolg. Sie wollten keine jungen Mädchen mehr in warmen übervollen Sälen in Ohnmacht fallen sehen, zudem wollten sie den Verlust ihrer Privatsphäre nicht länger hinnehmen. Gerade dieser Aspekt wird im Titel des Liedes Eén nacht alleen und einer Strophe daraus deutlich:
Sylvia, Jeanette, Nathalie en Fien;
Elsje, Treesje, Truus, Babette, Betsie en Sabine;
Greet, Margreet, Marie, Marei en Angeline;
Mies, Marjan, Marjo, Marlyn en kleine Tine.
Die Trennung der Gruppe 1984 wurde zuerst von der Tageszeitung De Telegraaf am 22. Februar gemeldet, und am gleichen Abend verkündeten selbst die allgemein sehr seriösen NOS-Abendnachrichten diese Neuigkeit. Am 14. April 1984 wurden zwei Abschiedskonzerte im Maaspoort Sports en Events in ’s-Hertogenbosch gegeben. Die Kompilation 5 Jaar Doe Maar, Het Complete Overzicht mit einem neuen Titel hielt die Erinnerung lebendig.

### Weiterführung
Tatsächlich spielten die Bandmitglieder immer noch gerne zusammen und gaben zu, dies außerhalb der Öffentlichkeit auch zu tun. Etwa 15 Jahre später, am 1. November 1999, kündigten Doe Maar einen einmaligen gemeinsamen Wiederauftritt (Reünie) an. Es sollte kein einmaliges Ereignis bleiben.
Im Jahr 2000 wurde der Traum vieler Fans nach einem neuen Album wahr: Klaar (Fertig), und zusätzlich 16 Auftritte im Ahoy Rotterdam. Die Konzerte hatten etwa 175.000 Besucher; damit waren Doe Maar die erfolgreichste Band 2000. Von den Konzerten erschienen eine CD und eine DVD, beide betitelt Hees van Ahoy.

### Musicalproduktion
Ende Oktober 2005 erschienen Berichte in den Medien, dass Doe Maar in Verhandlungen mit V&V Entertainment über eine mögliche Theaterproduktion rund um die Band und ihre Musik steht. Das Musical Doe Maar! ist insofern ähnlich gestaltet wie das ABBA-Musical, als die Musik das zentrale Thema ist und nicht die Bandmitglieder im Vordergrund stehen. Hinter den Kulissen arbeiteten die Bandmitglieder aber eng mit den Produzenten zusammen. Doe Maar! De popmusical hatte am 28. Januar 2007 in Tilburg Premiere. Das Musical gewann fünf der insgesamt vierzehn Preise beim John Kraaijkamp Musical Awards am 21. Mai 2007, darunter den Publikumspreis. Pieter van de Waterbeemd (Ko-Autor von Pleidooi) erstellte das Konzept und schrieb die verbindenden Dialoge.

### Wiedervereinigung 2008

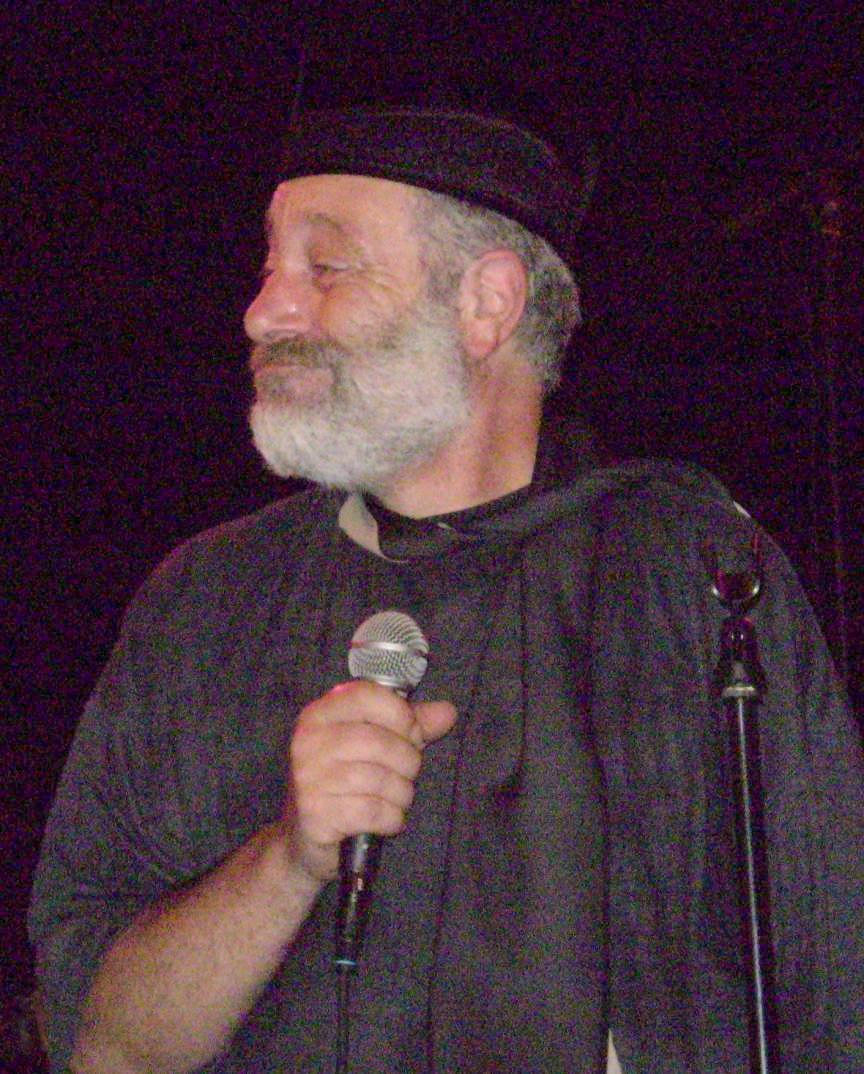
Joost Belinfante

Am 27. November 2007 wurde bekannt, dass Doe Maar am 12. Juli 2008 ein Konzert im De Kuip in Rotterdam geben werden. Das Konzert wurde organisiert von One & Only Productions, die auch die Initiative für den Wiederauftritt ergriffen hatte. Innerhalb einer Stunde war das Konzert ausverkauft; daraufhin wurde beschlossen, ein Extra-Konzert im De Kuip am 10. Juli 2008 zu organisieren.
Neben den Konzerten in den Niederlanden spielten Doe Maar auf dem Werchter Boutique-Popfestival am 13. Juli 2008 in Belgien.
Am 6. Mai 2008 wurden noch vier Auftritte für Ende Juni und 1. Juli 2008 angekündigt, in Form von try-out shows in Delft, Deventer, Tilburg en Amsterdam. Zwei von diesen vier Shows (Delft und Deventer) waren binnen zwei Minuten ausverkauft.
Henny Vrienten vermeldete in einem Interview am 20. Juni 2008, dass über Doe Maar das Folgende gesagt werden kann: Dit is geen reünie, we bestaan weer! („Dies ist keine Reünie, wir sind wieder da!“) Im selben Interview wurde auch mitgeteilt, dass Doe Maar, entgegen früheren Behauptungen, an einem neuen Studioalbum arbeiten wird. Wann dieses Album erscheinen wird, ist noch nicht bekannt.

### Wiedervereinigung 2012
Im September 2012 erschien das Album Versies/Limmen Tapes, das in Zusammenarbeit mit niederländischen Rappern entstand. Die alten Hits von Doe Maar wurden dazu neu und zum Teil in einer Rap-Version eingespielt. Kurz darauf traten Doe Maar bei einem Konzert im Amsterdamer Paradiso zugunsten von War Child auf, für das der Reggaetitel Hé Hé aus dem Jahr 1979 extra umgeschrieben wurde. Wenige Tage später nahm die Gruppe an der Musikveranstaltung Symphonica in Rosso in Arnhem teil. Mitschnitte des Konzertes wurden auf dem gleichnamigen Livealbum verarbeitet. Eine endgültige Abschiedstournee sollte im Jahr 2021 stattfinden, diese wurde jedoch durch die Erkrankung von Henny Vrienten im September 2021 abgesagt. Vrienten verstarb am 25. April 2022.

## Diskografie

### Studioalben
| Jahr | Titel                       | Höchstplatzierung, Gesamtwochen, AuszeichnungChartplatzierungen (Jahr, Titel, Platzierungen, Wochen, Auszeichnungen, Anmerkungen) | Höchstplatzierung, Gesamtwochen, AuszeichnungChartplatzierungen (Jahr, Titel, Platzierungen, Wochen, Auszeichnungen, Anmerkungen) | Anmerkungen                              |
| Jahr | Titel                       | NL | BEF | Anmerkungen                              |
| ---- | --------------------------- | --- | --- | ---------------------------------------- |
| 1979 | Doe Maar                    | NL70 (1 Wo.)NL | BEF153 (2 Wo.)BEF | alle Chartplatzierungen stammen von 2022 |
| 1981 | Skunk                       | NL1 (58 Wo.)NL | BEF108 (1 Wo.)BEF | in Belgien erst 2022 in den Charts       |
| 1982 | Doris Day en andere stukken | NL2 (61 Wo.)NL | — |                                          |
| 1983 | 4us (Virus)                 | NL1 (25 Wo.)NL | BEF123 (2 Wo.)BEF | in Belgien erst 2022 in den Charts       |
| 2000 | Klaar                       | NL1 ×2Doppelplatin · (23 Wo.)NL                                                                                                   | BEF6 (7 Wo.)BEF |                                          |

grau schraffiert: keine Chartdaten aus diesem Jahr verfügbar
Weitere Studioalben
- 1982: Doe de dub – Discodubversie

Die Platte Doe de dub ist eine Remixversion von Doris Day en andere stukken. Vrienten mischte sie nach dem Dub-Prinzip, einer jamaikanischen Methode der Variation von Musikstücken. Dabei werden mit großen Tonbändern bekannte Reggaehits bearbeitet, indem sie mit allerhand Effekten wie Echo und Hall versehen werden. Meist werden dadurch einige Gesangspartien entfernt. Das instrumentale Resultat wird auf Jamaika oft auf den B-Seiten der Singles herausgebracht. Auch Doe Maar arbeiteten nach dieser Methode, aber die Ergebnisse kamen auch auf die LP. Ungeachtet der Tatsache, dass 'Doe de dub' in begrenzter Auflage erschien, ist es eine der ersten Dubplatten in den Niederlanden und in jedem Fall die bekannteste.

### Livealben
| Jahr | Titel               | Höchstplatzierung, Gesamtwochen, AuszeichnungChartplatzierungen (Jahr, Titel, Platzierungen, Wochen, Auszeichnungen, Anmerkungen) | Höchstplatzierung, Gesamtwochen, AuszeichnungChartplatzierungen (Jahr, Titel, Platzierungen, Wochen, Auszeichnungen, Anmerkungen) | Anmerkungen |
| Jahr | Titel               | NL | BEF | Anmerkungen |
| ---- | ------------------- | --- | --- | ----------- |
| 1983 | Lijf aan lijf       | NL8 (11 Wo.)NL | — |             |
| 2000 | Hees van Ahoy       | NL10 Gold · (9 Wo.)NL | — |             |
| 2012 | Symphonica in Rosso | NL1 Platin · (19 Wo.)NL | BEF153 (4 Wo.)BEF |             |

grau schraffiert: keine Chartdaten aus diesem Jahr verfügbar
Weitere Livealben
- 1995: Het afscheidsconcert – Live in de Maaspoort’s Hertogenbosch

### Kompilationen
| Jahr | Titel                               | Höchstplatzierung, Gesamtwochen, AuszeichnungChartplatzierungen (Jahr, Titel, Platzierungen, Wochen, Auszeichnungen, Anmerkungen) | Höchstplatzierung, Gesamtwochen, AuszeichnungChartplatzierungen (Jahr, Titel, Platzierungen, Wochen, Auszeichnungen, Anmerkungen) | Anmerkungen |
| Jahr | Titel                               | NL | BEF | Anmerkungen |
| ---- | ----------------------------------- | --- | --- | ----------- |
| 1988 | De beste van                        | NL66 (3 Wo.)NL | — |             |
| 1991 | De beste                            | NL3 (51 Wo.)NL | — |             |
| 1994 | Het complete hitoverzicht           | NL53 (8 Wo.)NL | — |             |
| 1999 | Alles                               | NL5 (38 Wo.)NL | BEF14 (9 Wo.)BEF |             |
| 2007 | Écht alles                          | NL12 (24 Wo.)NL | BEF96 (1 Wo.)BEF |             |
| 2008 | De singles                          | NL9 (14 Wo.)NL | BEF84 (2 Wo.)BEF |             |
| 2012 | De doos van Doe Maar                | NL25 (6 Wo.)NL | BEF84 (1 Wo.)BEF |             |
| 2018 | The Golden Years Of Dutch Pop Music | NL68 (1 Wo.)NL | — |             |

grau schraffiert: keine Chartdaten aus diesem Jahr verfügbar
Weitere Kompilationen
- 1984: De beste van Doe Maar
- 1999: Het allerbeste van Doe Maar
- 2004: Hollands glorie

### Sampler
| Jahr | Titel                                         | Höchstplatzierung, Gesamtwochen, AuszeichnungChartplatzierungen (Jahr, Titel, Platzierungen, Wochen, Auszeichnungen, Anmerkungen) | Höchstplatzierung, Gesamtwochen, AuszeichnungChartplatzierungen (Jahr, Titel, Platzierungen, Wochen, Auszeichnungen, Anmerkungen) | Anmerkungen |
| Jahr | Titel                                         | NL | BEF | Anmerkungen |
| ---- | --------------------------------------------- | --- | --- | ----------- |
| 2000 | Trillend op m’n benen – Doe Maar Door Anderen | NL33 (6 Wo.)NL | — |             |
| 2007 | Doe Maar! De popmusical                       | NL26 (12 Wo.)NL | — |             |
| 2012 | Versies/Limmen Tapes                          | NL9 (13 Wo.)NL | BEF122 (3 Wo.)BEF |             |

Trillend op mijn benen ist ein Tribut-Album mit Beiträgen von: Bløf, Postmen feat. Def Rhymz, Rowwen Hèze, Skik, Trijntje Oosterhuis, Caesar, Prodigal Sons, Grof Geschut, Daryll-Ann, Abel, Heideroosjes, Marcel de Groot, Bob Fosko, Osdorp Posse.
Doe Maar! De Popmusical, mit Beiträgen von Daniël Boissevain, Kim-Lian van der Meij, Lenette van Dongen, Jan Rot, Annick Boer, Jan Elbertse, Dorien Haan & Bart Rijnink.

### Singles
| Jahr | Titel Album                              | Höchstplatzierung, Gesamtwochen, AuszeichnungChartplatzierungen (Jahr, Titel, Album, Platzierungen, Wochen, Auszeichnungen, Anmerkungen) | Höchstplatzierung, Gesamtwochen, AuszeichnungChartplatzierungen (Jahr, Titel, Album, Platzierungen, Wochen, Auszeichnungen, Anmerkungen) | Anmerkungen                   |
| Jahr | Titel Album                              | NL | BEF | Anmerkungen                   |
| ---- | ---------------------------------------- | --- | --- | ----------------------------- |
| 1981 | Sinds 1 Dag Of 2 (32 Jaar) Skunk         | NL13 (13 Wo.)NL | BEF40 (1 Wo.)BEF |                               |
| 1982 | Doris Day Doris Day en Andere Stukken    | NL9 (9 Wo.)NL | — |                               |
| 1982 | Is Dit Alles Doris Day en Andere Stukken | NL9 (8 Wo.)NL | — |                               |
| 1982 | De Bom –                                 | NL1 (13 Wo.)NL | BEF5 (13 Wo.)BEF |                               |
| 1983 | Pa 4US                                   | NL1 (9 Wo.)NL | BEF9 (9 Wo.)BEF |                               |
| 1983 | 1 Nacht Alleen 4US                       | NL11 (6 Wo.)NL | BEF28 (3 Wo.)BEF |                               |
| 1984 | Macho –                                  | NL12 (6 Wo.)NL | BEF27 (2 Wo.)BEF |                               |
| 2000 | Watje Klaar                              | NL9 (8 Wo.)NL | — |                               |
| 2000 | Als Niet Als Klaar                       | NL31 (2 Wo.)NL | — | mit Brainpower                |
| 2012 | Alles gaat voorbij Symphonica In Rosso   | NL34 (1 Wo.)NL | — | mit Postmen & Kraantje Pappie |
| 2012 | Liever dan lief Symphonica In Rosso      | NL7 Gold · (17 Wo.)NL | — | mit Gers Pardoel              |

Weitere Singles
- 1980: Ik zou het willen doen
- 1981: Smoorverliefd

### Videoalben
- 2012: De doos van Doe Maar

## Trivia
- Die Gruppe Osdorp Posse nimmt in ihren Liedern einige Male Bezug auf Doe Maar. Auf dem Album Vlijmscherp (Messerscharf) (1993) singt die Band im Titel Steek ’m Op (Steck’s an, anzünden): „dus wordt het saai / draai dan wat taai / en dan worden we zo high als een Vlaamse papegaai“ („wenn es langweilig wird / dreh’ dann was Zähes / und dann werden wir so high wie ein flämischer Papagei“) – ein Verweis auf eine ähnliche Textzeile im Doe-Maar-Titel Nederwiet (so viel wie niederländisches Gras/Marihuana). Auf demselben Album imitiert Def P. während des Tracks Het Voorprogramma Henny Vrientens Stimme und Reggae-Arrangements. Im Titel Carrière Maken des Albums Afslag Osdorp (1995) verweist Def P. auf Henny Vrientens Lied Het is zo fijn er niet bij te horen („Es ist so gut, nicht dazuzugehören“) in den Zeilen: „En zoals onze Henny al liet horen: het is fijn om er niet bij te horen.“ Der Titel endet mit einem verzögerten Sample, das die Zeile Carrière Maken aus Doe Maars Nummer De Bom einige Male wiederholt. Vrienten sang auch ein Duett mit Def P. im Titel Onkwetsbaarheid is Eenzaamheid auf dem Album Geendagsvlieg (Keintagsfliege, 1997). Auf dieser Platte interpretierte Def P. auch den Titel Sleur über den Alltagstrott: „En als je wil weten wat dan echt het geval is / luister dan nog eens naar Doe Maar met Is Dit Alles?“ („und wenn du wissen willst, was wirklich Sache ist, hör’ dir nochmal Doe Maar mit Is Dit Alles an“). Auf dem Album Harde Kernramp (2000) singt Def P.: „Mmmm…Ik heb het wel gezegd/’k heb het wel gezegd/’k heb het wel gezegd“ („ich hab das doch gesagt“), ein Hinweis auf den Doe-Maar-Titel Liever dan Lief, der mit Gold prämiert wurde.
- Van Kooten en De Bie ließen Doe Maar Anfang der 1980er-Jahre in ihrer TV-Show auftreten. Verkleidet als Bürgermeister von Juinen (ein fiktiver Ort) und dessen Stellvertreter trug das Duo zusammen mit Doe Maar eine Parodie auf deren Titel Is Dit Alles? vor: Geld is alles. Der Refrain war: Geld is alles / leek Juinen financieel maar wat meer op Dallas! / Geld is alles.
- Das Comité Recreatief Druggebruik (CRD) brachte Ende 1999 eine CD-Single der Gelegenheitsformation Zie Maar mit einer alternativen Version von Nederwiet heraus, zufällig gerade nach der Bekanntgabe der Reunion von Doe Maar. Unter dem Titel Pilletje of niet (Pille oder nicht) sang der Utrechter DJ Red einen Text von Sacco Koster über den sicheren Gebrauch von Ecstasy. „Dit is een lied over een pil, een witte pil. Het gaat over de methyleendioxymethamfetamine. Oftewel … ecstasy.“ (Dies ist ein Lied über eine Pille, eine weiße Pille. Es geht um Methylendioxymethamphetamin. Oder auch … Extasy.). Der ursprüngliche Texter Joost Belinfante hatte seine Zustimmung für dieses Projekt erteilt. Die Nummer wurde unter anderem in der Dopeshow von Giel Beelen gespielt.
- Die Band wohnte 1979 in einem Studentenwohnheim im Zentrum von Tilburg.
- Henny Vrienten benutzte ein örtliches Parkhaus, um dort zu jammen.